# Honda TN 360
Der Honda TN 360 mit seinen Nachfolgern in der lang laufenden TN 360-Serie ist ein Kei-Truck, der erstmals 1967 als Pick-up auf den Markt kam und den Honda T360 ersetzte. Der TN 360 verwendete einen luftgekühlten 354 cm³-Zweizylinder-Motor mit einer obenliegenden Nockenwelle, der ursprünglich aus dem Honda CB 450-Motorrad stammte. Der vorhergehende T 360 war noch mit einem sehr komplexen Twin-Cam-Vierzylinder ausgestattet, während dieser neu eingeführte Motor (gemeinsam mit der Honda N360 Limousine) mehr geeignet für die Massenproduktion war. Der Motor wurde beim TN 360 als Mittelmotor stehend unter dem Ladeboden montiert. Das Leergewicht wird mit 500–555 kg angegeben.

## TN 360 1967–1970
Der TN 360 hatte seine Premiere im November 1967 und blieb in der Produktion unverändert bis Januar 1970.
Er erreichte die gleiche Höchstgeschwindigkeit von 100 km/h wie sein Vorgänger bei niedrigerem Verbrauch.
Hierbei half auch dank einer einfacheren Konstruktion die Gewichtsreduktion von 610 kg für die alten T 360 zu 500 kg beim TN 360. Die Leistung blieb mit 30 PS (22 kW) bei 8000 Umdrehungen pro Minute unverändert, aber das Drehmoment stieg leicht auf (29 Nm) bei 5500/min. Der TN 360 hatte auch einen wesentlich engeren Wendekreis von nun 7,6 Metern. Die einzige Karosserieversion war bei der Premiere der in Japan Lkw genannte Pick-up. Jedoch bereits nach nur wenigen Monaten auf dem Markt fügte Honda im März 1968 einen Kastenwagen ins Angebot hinzu. Dies war einfach ein Pick-up mit einem fest verschraubten Aufbau in vier verschiedenen Konfigurationen erhältlich (mit oder ohne seitliche Schiebetüren sowie eine Version mit einem Planendach) zu einem etwas höheren Preis. Aufgrund schlechterer Aerodynamik und des leicht höheren Gewichts betrug die Höchstgeschwindigkeit für den Kastenwagen nur 90–95 km/h.

### TN 360 Snowler
Im November 1969 präsentierte Honda eine interessante Variation des TN 360, den "Snowler".
Dieser hatte an den Vorderrädern herausnehmbare Ski montiert, während die hinteren Räder durch Raupen mit Gummiriemen ersetzt waren. Die Höchstgeschwindigkeit des Snowler betrug 45 km/h bei einem Gewicht von 655 kg. Der Preis war mehr als 55 % höher als bei einem regulären TN 360, jedoch bot allein Honda ein Fahrzeug mit dieser Art von Fähigkeiten zu so einem vergleichsweise niedrigen Preis an.

## TN 360 III 1970–1972

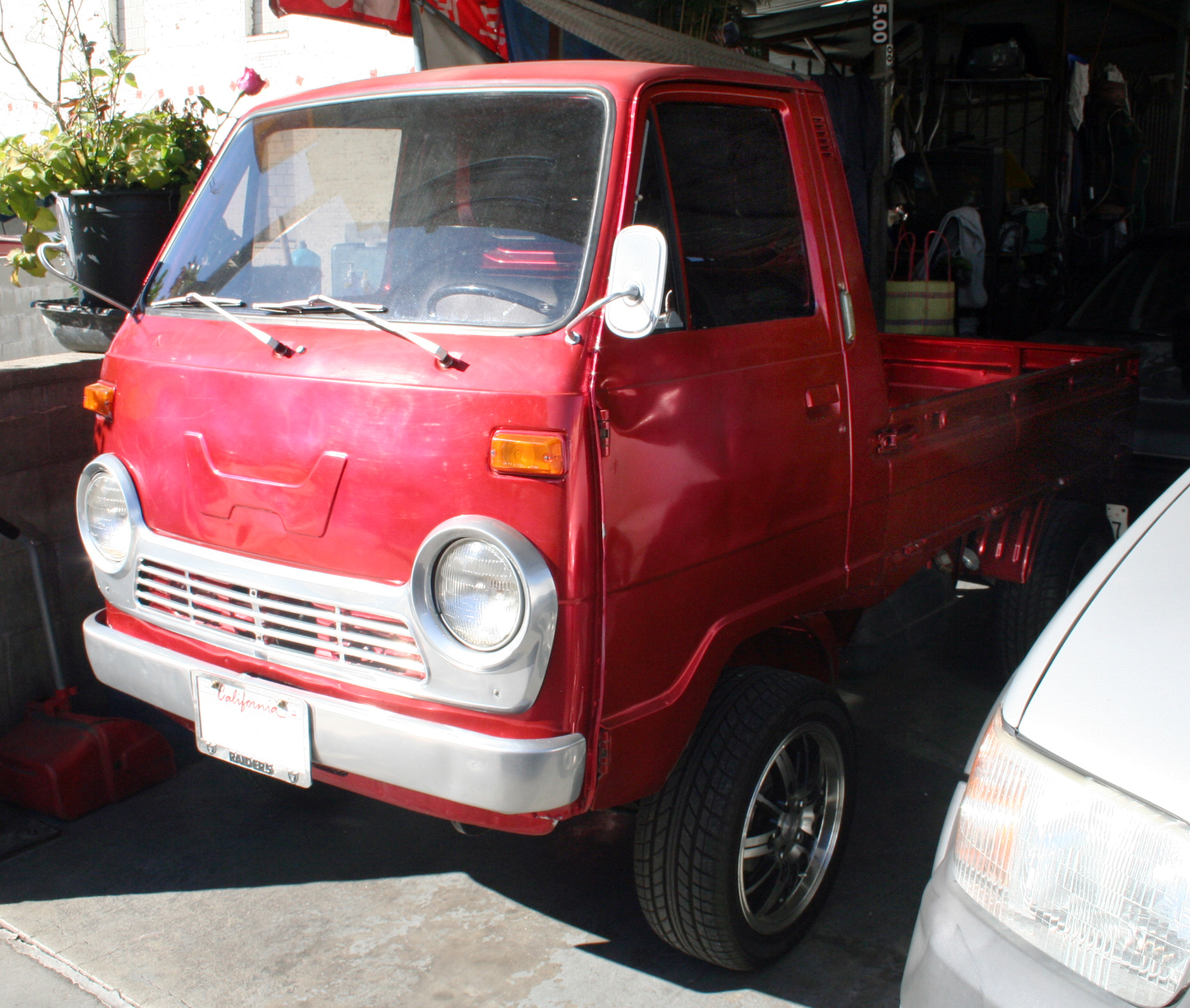
TN 360 III

Der leicht modellgepflegte Honda TN 360 III ging Ende Januar 1970 in den Verkauf. Das große "H" für "Honda" blieb, jedoch gab es nun einen größeren verchromten Kühlergrill, verchromte Stoßstangen, größere Rückspiegel und eine etwas komfortablere Innenausstattung. Das 4-Gang-Schaltgetriebe war vollständig synchronisiert. Der TN 360 III wurde gleichzeitig mit dem Facelift des Honda N360 und der Honda LN 360 Van-Modelle eingeführt. Neben dem Facelift war die größte Neuigkeit die Zugabe einer Super-Deluxe-Version, die mit einem Radio, Zigarettenanzünder und Weißwandreifen ausgestattet war.
Der Snowler und die Kastenwagen-Modelle waren weiterhin verfügbar und insgesamt gab es nun 28 verschiedene Modelle. Das Sortiment wuchs weiter im Juli 1970, als eine Pick-up-Version mit festen Wänden und einer hinteren Heckklappe anstelle der Drei-Bretter-Klappe auf den Markt kam.

## TN 360 V 1972–1975

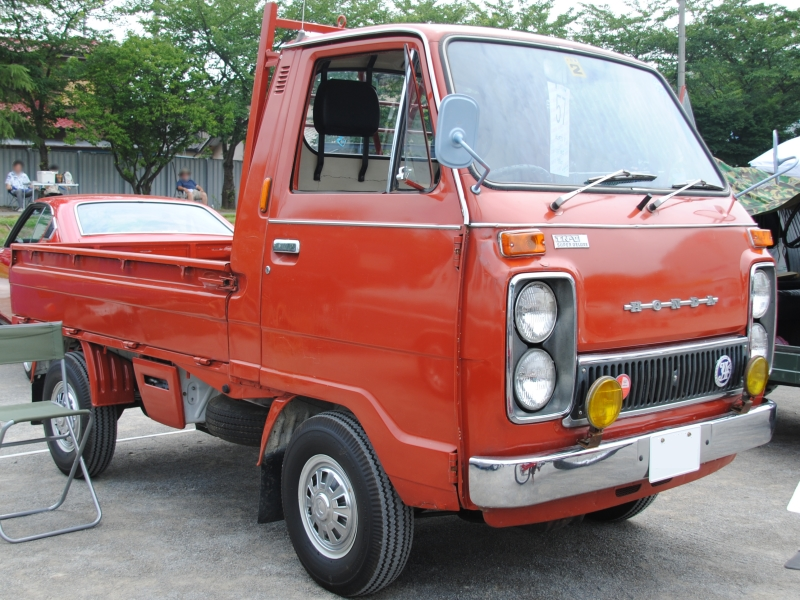
TN 360 V

Der TN 360 V wurde im Juni 1972 vorgestellt. Der TN 360 V erhielt einen großen Kühlergrill und zwei vertikal angeordnete Scheinwerfer. Das überdimensionierte "H" auf der Front wurde vom "Honda"-Schriftzug ersetzt.
Der Motor hatte nun eine geringere Kompression, die notwendig wurde, um die strengeren Abgasnormen zu erfüllen, und leistete dadurch nur noch 27 PS (20 kW) bei weniger als 7000 Umdrehungen pro Minute. Der modifizierte Motor war nun auch in der Lage, mit bleifreiem Benzin betrieben zu werden, dank einer anderen Legierung der Ventilführungen und -sitze. Das Gewicht des Basismodells blieb bei 540 kg. Der TN 360 V hatte nun einen Fahrer-Sicherheitsgurt serienmäßig (für Beifahrer als Option) und die Blinker waren nun getrennt von den Rückleuchten angebracht.
Im August 1973 wurde der TN 360 V wieder leicht geändert, um neuen Sicherheitsstandards gerecht zu werden.

## TN 360 7 1975–1977
Im August 1975 wurde der TN 360 7 vorgestellt. Der wesentliche Unterschied zum V war, dass der Motor nun die strengeren 1975er Emissionsvorschriften einhalten konnte. Optisch veränderte sich nur die Stoßstange mit nun schwarzen statt dunkelgrauen seitlichen Abdeckungen. Das Modell wurde durch die Emissions-Maßnahmen mit 555 kg etwas schwerer. Der Sicherheitsgurt auf der Beifahrerseite wurde nun ebenso Standardausstattung wie ein vorher optionaler elektrischer Scheibenwischer.
Die Produktion endete im Juli 1977 nach rund 700.000 TN 360, als Honda den größeren Honda Acty präsentierte.
Der TN 360 7 war das letzte luftgekühlte Auto, das in Japan produziert wurde.